# Csonti Szabó István

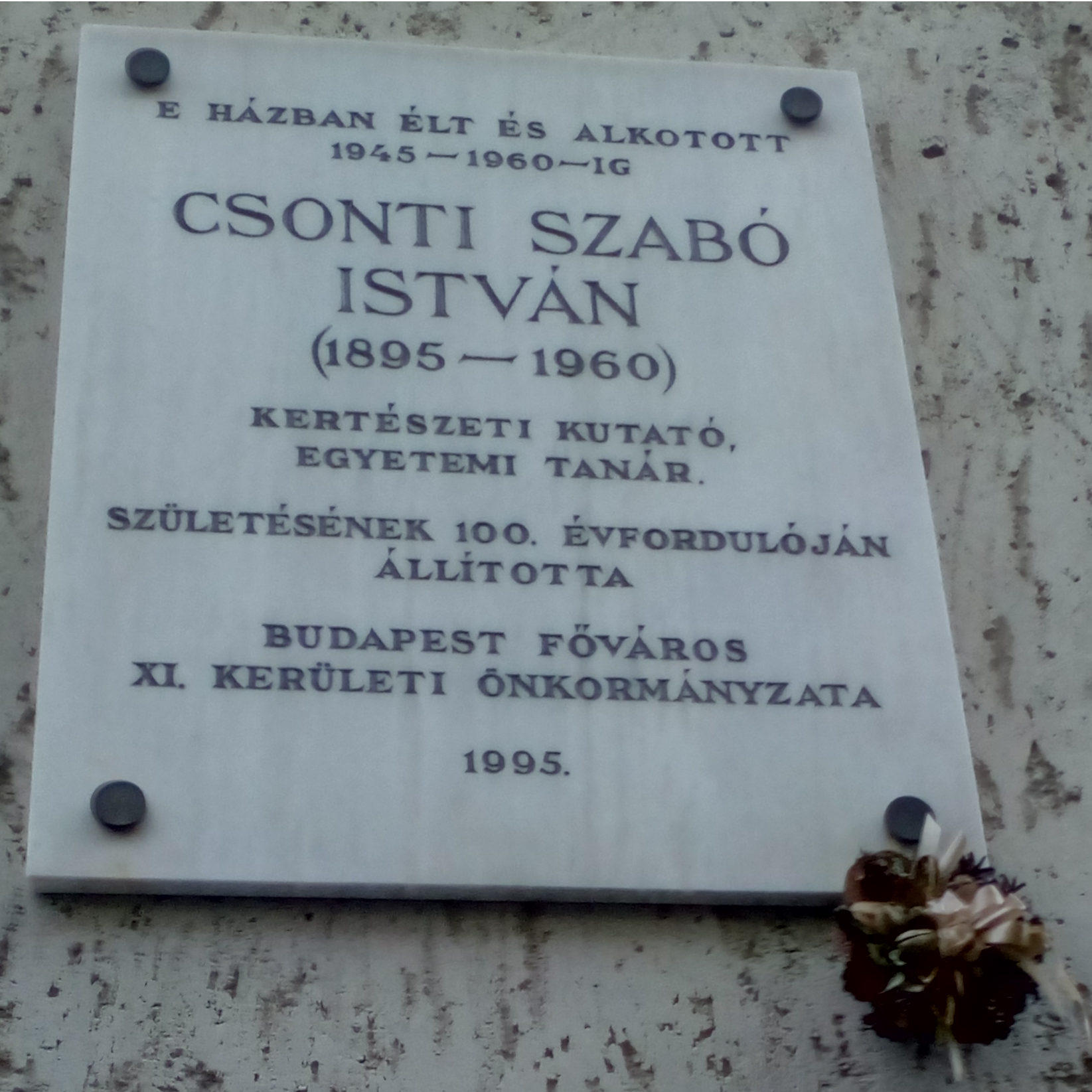
Emléktáblája, Budapest XI. Lágymányosi utca 17/b.

Csonti Szabó István (Kecskemét, 1895. március 29. – Budapest, 1960. április)  magyar botanikus, zöldségtermesztő.

## Életpályája
Tanulmányait 1913 és 1916 között a Kertészeti Tanintézetben végezte. 1919-től ugyanott gyakorlatvezető volt, majd virágkötészetet, gyógynövény- és zöldségtermesztést tanított. Az Országos Vetőmagfelügyelőségen, a Kertészeti Kutató Intézetben dolgozott, majd haláláig a vecsési tanács mezőgazdasági osztályának vezetője volt. A Kertészeti Tanintézetben ő szervezte  meg a konyhakerti növények magvainak laboratóriumi és szabadföldi vizsgálatát, valamint ő indította meg a magvizsgálatokat. Fajtanemesítői tevékenysége is jelentős.

## Írásai
- A konyhakerti termények okszerű termesztése (Bp., 1935);
- Csiperkegomba (Champignon) (Bp., 1948).

## Emlékezete
Emléktáblája Budapest XI. kerületében található, a Lágymányosi utca 17/b alatt.